# Даннекер, Мартин
Мартин Даннекер (нем. Martin Dannecker; род. ноябрь 1942, Оберндорф-ам-Неккаре, Германия) — немецкий сексолог и публицист; профессор восстановленного Института сексуальных наук в 1973 году при Франкфуртском университете (1977—2005).
Главными темами его научных работ были посвящены гомосексуальности, исследованию ВИЧ/СПИДа и сексуальной ориентации человека. Именно ему приписывают внедрение нового термина —"Педосексуальность" (нем. Pädosexualität).
Он наиболее известен в участии фильма Розы фон Праунхайма, который послужил толчком к зарождению и проникновению в массы послевоенного ЛГБТ-движения в Германии, — «Не гомосексуал извращён, а ситуация, в которой он живёт» (1971).

## Биография
Родился в небольшом городке в Баден-Вюртемберге в 1942 году. В начале своего пути он выучился на промышленную специальность. После этого, он уезжает в Штутгарт для освоение актёрского мастерства, вопреки воли его родителей. Ближе к своему 18-ти летию он понимает, что он гомосексуал, и с этого начинается его поиск литературы по природе этой самой гомосексуальности. Поскольку на тот момент Мартин не владел полной информацией об этом, он вбил себе в голову идею исследовать эту, как казалось ему на тот момент, «неадекватную» и не имеющую собственного опыта, тему.
Начиная с 1966 года, после переезда во Франкфурт, он знакомится с социологом Марии Боррис и становится её ассистентом. Мартин получил диплом средней школы и потом начал заниматься социологией, психологией и философией. Во время учёбы он был вовлечён в университетскую группу, близкую к СДПГ.
В 1970 году состоялся фильм, сценаристом которого он являлся, возвысивший ему на мировую известность — «Не гомосексуал извращён, а ситуация, в которой он живёт» (нем. Nicht der Homosexuelle ist pervers, sondern die Situation, in der er lebt). Режиссёром выступил Роза фон Праунхайм. После показа этого фильма на WDR Fernsehen в немецком тогдашнем обществе начались бурные дискуссии. Сразу стали организовываться первые политические группы по движению эмансипации геев, среди которых Rote Zelle Schwul (RotZSchwul), куда входил и сам Мартин, давший ему некий импульс.
В Мюнстере в 1972 году он принял первое участие в демонстрации за права гомосексуалов (в то время за такую «агитацию» его могли преследовать по § 175 Уголовного кодекса Германии). В 1974 году Мартин вместе с психоаналитиком Реймутом Райхе провёл широкомасштабное эмпирическое исследование немецких гомосексуалов — «Обыкновенный гомосексуал. Социологическое исследование гомосексуальных мужчин в Германии» (нем. Der gewöhnliche Homosexuelle. Eine soziologische Untersuchung über homosexuelle Männer in der BRD).
После получения докторской степени, Даннекер работал научным сотрудником в Института сексуальных наук при Франкфуртском университете в 1977 году. Там он работал вместе с Фолькмаром Зигушем до 2005 года. Его исследования были сосредоточены в следующих областях: мужская гомосексуальность, ВИЧ/СПИД, педосексуальность, теория сексуальности и мужской сексуальности.
В 2005 году он переезжает в Берлин и в новом месте занимает различные должности в руководстве Немецкого общества сексуальных исследований (нем. Deutschen Gesellschaft für Sexualforschung), в котором он, среди прочего, был первым председателем.
В честь 75-летия психиатр и сексолог Фолькмар Зигуш назвал Даннекера «преемником Карла Генриха Ульрихса в борьбе за эмансипацию гомосексуалов».
К комментарию газете Deutsche Welle Мартин Даннекер определяет гомофобию, в том числе, восточноевропейскую, как психологическое явление. За враждебностью, по его словам, кроется глубокое «сомнение в совместимости ценностей». Во времена неопределенности лишь —"природа" все ещё обеспечивает незыблемую опору — по крайней мере, кажущуюся. Для укрепления авторитета слабого, нестабильного государства необходимо провести параллель между государством и семьей и говорить о них в одном контексте.

## Научно-исследовательские работы
- Der gewöhnliche Homosexuelle. Eine soziologische Untersuchung über männliche Homosexuelle in der BRD,с Реймутом Райхе; Frankfurt am Main 1974, ISBN 3-10-014801-0;
- Der Homosexuelle und die Homosexualität; Syndikat, Frankfurt am Main 1978, ISBN 3-8108-0067-8;
- Sexualtheorie und Sexualpolitik, с Фолькмаром Зигушем. Enke, Stuttgart 1984, ISBN 3-432-93701-6 (130 стр.);
- Das Drama der Sexualität, Athenäum, Frankfurt am Main 1987, ISBN 3-610-08468-5;
- Homosexuelle Männer und AIDS. Eine sexualwissenschaftliche Studie zu Sexualverhalten und Lebensstil (= Schriftenreihe des Bundesministers für Jugend, Familie, Frauen und Gesundheit (zugleich auch Herausgeber). Band 252); 11. Juni 1990. Kohlhammer, Stuttgart/Berlin/Köln 1990, ISBN 3-17-011429-8 (301 стр.);
- Der homosexuelle Mann im Zeichen von Aids, Klein, Hamburg 1991, ISBN 3-922930-02-6;
- Vorwiegend homosexuell. Aufsätze, Kommentare, Reden, MännerschwarmSkript, Hamburg 1997, ISBN 3-928983-50-4;
- Sexualität und Gesellschaft. Festschrift für Volkmar Sigusch (опубликовано совместно с Реймутом Рейхе). Campus, Frankfurt am Main 2000, ISBN 3-593-36617-7 (418 стр.);
- 100 Jahre Freuds «Drei Abhandlungen zur Sexualtheorie». Aktualität und Anspruch, с Агнес Каценбах. Psychosozial-Verlag, Gießen 2005, ISBN 3-89806-494-8;
- Faszinosum Sexualität. Theoretische, empirische und sexualpolitische Beiträge [Сборник эссе с 2004 по 2016] (= Beiträge zur Sexualforschung. Band 106). Psychosozial-Verlag, Gießen 2017, ISBN 3-8379-2740-7 (200 стр.)
- Fortwährende Eingriffe. Aufsätze, Vorträge und Reden zu AIDS und HIV aus vier Jahrzehnten (С послесловием Клеменса Синделара и Карла Леммена). Männerschwarm. Berlin 2019, ISBN 978-3-86300-271-8 (321 стр.).